# Rivière de l'Esturgeon (vattendrag i Kanada, lat 49,40, long -77,57)
Rivière de l'Esturgeon är ett vattendrag i Kanada.   Det ligger i provinsen Québec, i den sydöstra delen av landet, 500 km norr om huvudstaden Ottawa.
I omgivningarna runt Rivière de l'Esturgeon växer i huvudsak blandskog. Trakten runt Rivière de l'Esturgeon är nära nog obefolkad, med mindre än två invånare per kvadratkilometer.